# Miko-de Gribaldy-Superia
Miko-de Gribaldy-Superia, M.I.C.-Ludo–de Gribaldy, Alsaver–Jeunet–de Gribaldy oder Miko–de Gribaldy war ein belgisches Radsportteam, das von 1974 bis 1976 bestand.

## Geschichte
Das Team wurde 1974 durch Florent Van Vaerenbergh gegründet. Neben den Siegen konnten 1974 vierte Plätze bei der Flandern-Rundfahrt und Paris-Tours sowie Platz fünf beim Amstel Gold Race erzielt werden. Bei den Grand Tours konnte Platz 10 bei der Tour de France und Platz 18 bei der Vuelta a España erreicht werden. 1975 war  Platz 7 bei der Flandern-Rundfahrt die einzige Top-Ten-Platzierung bei den Monumente der Klassiker. 1976 begann für das Team sehr gut mit dem Siegen bei Paris-Nizza und der Tour de Corse, Platz 3 bei Mailand-Sanremo und Platz 4 beim Amstel Gold Race. Nach der Saison 1976 löste sich das Team auf.
1975 fungierte eine Firma namens M.I.C. als Hauptsponsor, welche für Management Investment Consultants stand und angeblich als Investmentbank arbeitete. 1975 war der Hauptsponsor eine belgische Firma, welche eine Anti-Alkohol-Pille namens "Alsaver" beworben und verkauft hat. Vermutlich aufgrund von offiziellen Untersuchungen über die Wirkweise der Tablette ereilte das Team das finanzielle Aus innerhalb der Saison und den Sponsorenwechsel ab Juni 1975. Ab 1975 stieg ein französischer Speiseeishersteller als Hauptsponsor ein.

## Erfolge
1974
- eine Etappe Vuelta a España
- Lüttich–Bastogne–Lüttich
- Kuurne–Brüssel–Kuurne
- Pfeil von Brabant
- eine Etappe Paris-Nizza
- eine Etappe Tour de Romandie
- eine Etappe Belgien-Rundfahrt
- eine Etappe Portugal-Rundfahrt
- eine Etappe Boucles de l’Aulne

1975
- zwei Etappen Vuelta a España
- Nationale Sluitingsprijs
- Grand Prix de Denain
- eine Etappe Paris-Nizza
- eine Etappe Étoile des Espoirs
- Trophée des Grimpeurs

1976
- eine Etappe Tour de France
- eine Etappe Vuelta a España
- Gesamtwertung und eine Etappe Paris-Nizza
- Tour de Corse
- vier Etappen Étoile de Bessèges
- eine Etappe Grand Prix Midi Libre
- Kattekoers
- Nokere Koerse

## Monumente-des-Radsports-Platzierungen
| Monument                 | 1974 | 1975 | 1976 |
| ------------------------ | ---- | ---- | ---- |
| Mailand–Sanremo          | 2    | 16   | 3    |
| Flandern-Rundfahrt       | 5    | 7    | 27   |
| Paris–Roubaix            | 5    | 26   | 12   |
| Lüttich–Bastogne–Lüttich | 1    | 26   | 22   |
| Lombardei-Rundfahrt      | 16   | –    | –    |

## Grand-Tour-Platzierungen
| Grand Tour            | 1974 | 1975 | 1976 |
| --------------------- | ---- | ---- | ---- |
| Vuelta a EspañaVuelta | 18   | 34   | 18   |
| Tour de FranceTour    | 10   | 32   | 33   |

## Bekannte Fahrer
- Herman Van Springel (1974)
- Georges Pintens (1974)
- Wilfried Wesemael (1974–1976)
- Michel Laurent (1975–1976)
- Roger Loysch (1975–1976)
- Eric Leman (1975–1976)